# Amy Cuddy
Amy Joy Casselberry Cuddy (Robesonia, Pensilvania, 23 de julio de 1972) es una psicóloga social, autora y oradora estadounidense. Es defensora de las "poses de poder" o "truco de vida", una técnica de superación personal cuya validez científica ha sido cuestionada. Ha sido miembro del cuerpo docente en la Universidad Rutgers, la Escuela de Administración Kellogg y la Escuela de negocios de Harvard.El trabajo académico más citado de Cuddy implica el uso del modelo de contenido estereotipado que ella ayudó a desarrollar para comprender mejor la forma en que la gente piensa sobre las personas y grupos estereotipados.

## Trayectoria
Cuddy se graduó en la escuela secundaria Conrad Weiser en 1990. Y en 1998 se licenció en Psicología y se graduó magna cum laude en la Universidad de Colorado.Durante la universidad tuvo una lesión cerebral traumática. Asistió a la Universidad de Massachusetts Amherst de 1998 a 2000 antes de trasladarse a la Universidad de Princeton para seguir a su asesora, Susan Fiske. Obtuvo un máster en 2003 y un doctorado en 2005 en Psicología Social por Princeton con la tesis "El mapa BIAS: Comportamiento a partir del afecto intergrupal y los estereotipos".
De 2005 a 2006 Cuddy fue profesora asistente de psicología en la Universidad de Rutgers, y de 2006 a 2008 en la Kellogg School of Management de la Universidad Northwestern, donde enseñó liderazgo en organizaciones en el programa MBA y métodos de investigación en el programa de doctorado. De 2008 a 2017 fue profesora asistente y luego asociada en la Unidad de Negociación, Organizaciones y Mercados de la Harvard Business School, donde impartió cursos sobre negociaciones, liderazgo, poder e influencia y métodos de investigación.
En cuanto a su investigación sobre los estereotipos, en 2002 Cuddy fue coautora de la propuesta del modelo de contenido de estereotipos, con Susan Fiske y Peter Glick (Universidad Lawrence). En 2007, los mismos autores propusieron el modelo de mapa de conductas de afecto intergrupal y estereotipos (BIAS). Estos modelos proponen explicar cómo los individuos hacen juicios de otras personas y grupos dentro de dos dimensiones de rasgos centrales, calidez y competencia, y discernir cómo estos juicios dan forma y motivan nuestras emociones, intenciones y comportamientos sociales.
En 2010, Cuddy, Dana Carney y Andy Yap publicaron los resultados de un experimento sobre cómo las expresiones no verbales de poder (como posturas expansivas, abiertas y que ocupan espacio) afectan los sentimientos, los comportamientos y los niveles hormonales de las personas. En particular, afirmaron que adoptar posturas corporales asociadas con el dominio y el poder ("power posing") durante tan solo dos minutos puede aumentar la testosterona, disminuir el cortisol, aumentar el apetito por el riesgo y provocar un mejor desempeño en las entrevistas de trabajo. David Brooks resumió los hallazgos: "Si actúas con fuerza, empezarás a pensar con fuerza".
Otros investigadores intentaron replicar este experimento con un grupo más grande de participantes y una configuración doble ciego. Descubrieron que el poder que se representaba aumentaba la sensación subjetiva de poder, pero no afectaba a las hormonas ni a la tolerancia real al riesgo. Publicaron sus resultados en Psychology Science. Aunque Cuddy y otros continúan investigando las poses de poder, Carney ha desmentido los resultados originales. La teoría se cita a menudo como ejemplo de la crisis de replicación en psicología, en la que teorías inicialmente seductoras no pueden replicarse en experimentos posteriores.
Cuddy dejó su puesto permanente en la Escuela de Negocios de Harvard en la primavera de 2017, pero continúa contribuyendo a sus programas de educación de ejecutivos.

## Reconocimientos
- 2008 - Premio Michele Alexander a la carrera temprana, Sociedad para el Estudio Psicológico de Problemas Sociales.[10]
- 2011 - Premio Rising Star, Asociación de Ciencias Psicológicas (APS)[28]
- 2011 - La lista HBR: ideas innovadoras para 2009, Harvard Business Review.[29]
- 2014 - Foro Económico Mundial Joven Líder Global.[30]

- 2012 - Revista Time 'Game Changer'
- 2017 - BBC 100 Women: equipo del techo de cristal.[31]

## Publicaciones
En diciembre de 2015, Cuddy publicó un libro de autoayuda que aboga por las poses de poder, Presence: Bringing Your Boldest Self to Your Biggest Challenges, que se basa en el valor de la práctica externa de las poses de poder para centrarse en proyectar el yo auténtico con el concepto centrado en el interior. de presencia, definida como "creer y confiar en uno mismo, en sus sentimientos, valores y habilidades reales y honestos". El libro alcanzó al menos el puesto número 3 en la lista de los más vendidos del New York Times en febrero de 2016,  y fue traducido a 32 idiomas.
A lo largo de su carrera académica, ha publicado también papers académicos.